# یواس‌اسوریان (دی‌یی-۷۹۸)
یواس‌اسوریان (دی‌یی-۷۹۸) (به انگلیسی: USS Varian (DE-798)) یک کشتی بود که طول آن ۳۰۶ فوت (۹۳ متر) بود. این کشتی در سال ۱۹۴۳ ساخته شد.